# Всё о Стиве
«Всё о Стиве» (англ. All About Steve) — фильм режиссёра Фила Трейлла.

## Сюжет
Мария Хоровиц (Сандра Буллок) составляет кроссворды для газеты «Объявления Сакраменто». Она очень умна, но является настоящим стихийным бедствием. После короткого свидания вслепую с оператором новостей CCN Стивом (Брэдли Купер) Мария просто уверена, что нашла свою половинку. Она начинает преследовать парня по всей стране, чтобы быть с ним и доказать, что они предназначены друг другу судьбой.

## В ролях
| Актёр             | Роль           |
| ----------------- | -------------- |
| Сандра Буллок     | Мария Хоровиц  |
| Томас Хейден Чёрч | Хартман Хьюз   |
| Брэдли Купер      | Стив           |
| Кен Джонг         | Энгус          |
| DJ Куаллс         | Ховард         |
| Кит Дэвид         | Корбитт        |
| Ховард Хессеман   | мистер Хоровиц |
| Бет Грант         | миссис Хоровиц |
| Кэти Миксон       | Элизабэт       |
| Холмс Осборн      | Соломон        |

## Производство
Съёмки начались в июле 2007 года. Части фильма снимались в старшей школе Мэйфилд в Пасадине, Калифорния. Сцены с разрушенной шахтой и воронкой были сняты на ранчо Golden Oak Ranch компании Уолта Диснея недалеко от Санта-Клариты. Первоначально запланированный к выпуску 6 марта 2009 года, фильм не был выпущен до 4 сентября 2009 года.

## Критика
На агрегаторе рецензий Rotten Tomatoes рейтинг одобрения составляет 6% на основе 140 обзоров со средней оценкой 3,1 из 10. Консенсус критиков сайта гласит: «Это странно жуткий и кислый фильм, в котором героиня настолько отчаянна и своеобразна, что зрители скорее пожалеют ее, чем поддержат».
Роджер Эберт дал фильму 1,5 звезды из 4 и заявил, что фильм, который заявлен как комедия, «больше похож на озадачивающую публичную демонстрацию иррационального поведения». Кайла Уэбли из Time назвал фильм одним из десяти худших в жанре чикфлик.

## Награды и номинации
| Награды и номинации | Награды и номинации          | Награды и номинации          | Награды и номинации | Награды и номинации |
| Награда             | Категория                    | Номинант                     | Результат           |                     |
| ------------------- | ---------------------------- | ---------------------------- | ------------------- | ------------------- |
| «Золотая малина»    | «Худшая женская роль»        | Сандра Буллок                | Победа              |                     |
| «Золотая малина»    | «Худший актёрский дуэт»      | Сандра Буллок и Брэдли Купер | Победа              |                     |
| «Золотая малина»    | «Худший фильм»               |                              | Номинация           |                     |
| «Золотая малина»    | «Худшая режиссёрская работа» | Фил Трейлл                   | Номинация           |                     |
| «Золотая малина»    | «Худший сценарий»            | Ким Баркер                   | Номинация           |                     |